# Пежо тип 28
Пежо тип 28 (фр. Peugeot Type 28) био је мали аутомобил произведен између 1899. и 1900. од стране француског произвођача аутомобила Пежо у њиховој фабрици у Оданкуру. У том периоду је произведено само 8 јединица.
Аутомобил је покретао Пежоов четворотактни, двоцилиндрични мотор снаге 12 КС и запремине 1.056 cm³. Мотор је постављен хоризонтално позади и преко ланчаног преноса давао погон на задње точкове. Максимална брзина возила је 35 км/ч.
Међуосовинско растојање је 1750 мм, дужина аутомобила је 2700 и висина 2000 цм. Каросерија је типа фетон где је обезбеђен простор за четири особе.